# Некрашевич Степан Михайлович
Степан Михайлович Некрашевич (8 травня 1883, Данилівка, Мінська губернія — 20 грудня 1937, Мінськ) — білоруський вчений-мовознавець і громадський діяч, ініціатор створення і перший голова Інституту білоруської культури (нині Національна академія наук Білорусі), академік Білоруської Академії наук. Разом з Йосипом Вовк-Леоновичем і Юхимом Карським входить до числа основоположників сучасної білоруської мови. Консул Білоруської Народної Республіки в Одесі (Українська Держава) (1918).

## Життєпис
Народився в сім'ї шляхтичів: Михайла Павловича Некрашевича, який займався сільським господарством, і його дружини Єви Дмитрівни. Сестра — Анна, у шлюбі Аканович, згодом вчителька в Нью-Йорку. Рід Некрашевич (герба «Любич») відомий з XVII в. і виходить з Слуцького князівства.
В 1908 році закінчив учительську семінарію в м. Паневеж Ковенської губернії (нині Паневежис, Литва). Працював учителем початкової школи в Тельшяйському повіті Ковенської губернії, в школі «Товариства тверезості» у Вільно. В 1913 році закінчив заочно Віленський учительський інститут і отримав призначення на посаду вчителя в школі м. Дагоза Двинського повіту Вітебської губернії.
Під час Першої світової війни у 1914–1918 рр. служив в армії, був на Румунському фронті. Після демобілізації жив в м. Одеса, після проголошення БНР у 1918 р — консул БНР в Одесі (Україна). Два роки навчався в Одеському вищому міжнародному інституті, працював у губернському відділі народної освіти.
У 1920 році переїхав до Мінська. У 1922 році будучи головою науково — термінологічної комісії Народного комісаріату освіти БРСР, виступив з пропозицією створити Інститут білоруської культури, брав участь в його організації і перетворенні в 1928 році в Академію наук. У 1925—1926 рр. знаходився на підвищенні наукової кваліфікації в Науково-дослідному інституті мови та літератури при  Ленінградському університеті.
Академік, віце-президент Білоруської Академії наук з 1928 р. Наукові праці — по діалектології, лексикографії, орфографії та ін. Розробив теоретичні основи і принципи створення діалектологічних словників білоруської мови. Автор білорусько-російського (1925) і російсько-білоруського (1928) словників (разом з Миколою Яковичем Байковим).
21 липня 1930 року був заарештований у справі «Спілки визволення Білорусі», постановою ОДПУ СРСР засуджений до 5 років заслання у м. Сарапул (Удмуртія); потім термін заслання був збільшений на 2 роки. У листопаді 1937 р. вдруге заарештований і в грудні 1937 розстріляний.
У 1957 р. реабілітований Військовою колегією Верховного Суду СРСР (за другим вироком), в 1978 відновлений у вченому званні академіка, в 1988 реабілітований Верховним Судом БРСР (за першим вироком).
Дружина — Марія Сергіївна Тіманькова.

## Наукова діяльність
Закінчив Віленський вчительський інститут (1913). З 1920 р. завідувач літературно-видавничим відділом Наркомосу УРСР, голова Науково-термінологічної комісії. У 1922—1925 рр.. голова Інституту білоруської культури (Інбілкульт), в 1926—1928 рр.. голова Відділу гуманітарних наук Інбілкульта. З 1928 р. голова Главнауки при Наркомосі УРСР. У 1929 р. віце-президент Білоруської Академії наук. Одночасно з 1929 р. директор Інституту мовознавства, голова комісій орфографічною і щодо складання словника живої білоруської мови.
Розробив теоретичні основи та принципи створення діалектичних словників білоруської мови. Йому належить ряд практичних робіт, пов'язаних з проблемами білоруського правопису, розробкою наукової термінології.
Опублікував більше 30 наукових робіт, в тому числі 4 монографії і словника.

## Автор наукових праць
1. Расійска-беларускі слоўнік. Мн.: Бел. Дзярж. выд-ва, 1928 (совм. с Н. Я. Байковым).
2. Да характарыстыкі беларускіх гаворак Парыцкага раёну. Мн., 1929.
3. Беларуска-расійскі слоўнік. Мн.: Народная асвета, 1993 (совм. с Н. Я. Байковым).
4. Выбраныя навуковыя працы акадэміка С. М. Некрашэвіча: Да 120-годдзя з дня нараджэння. Мн.: Беларуская навука, 2004.